# Мія піщана
Мія піщана (Mya arenaria) — вид морських молюсків родини Myidae.

## Поширення

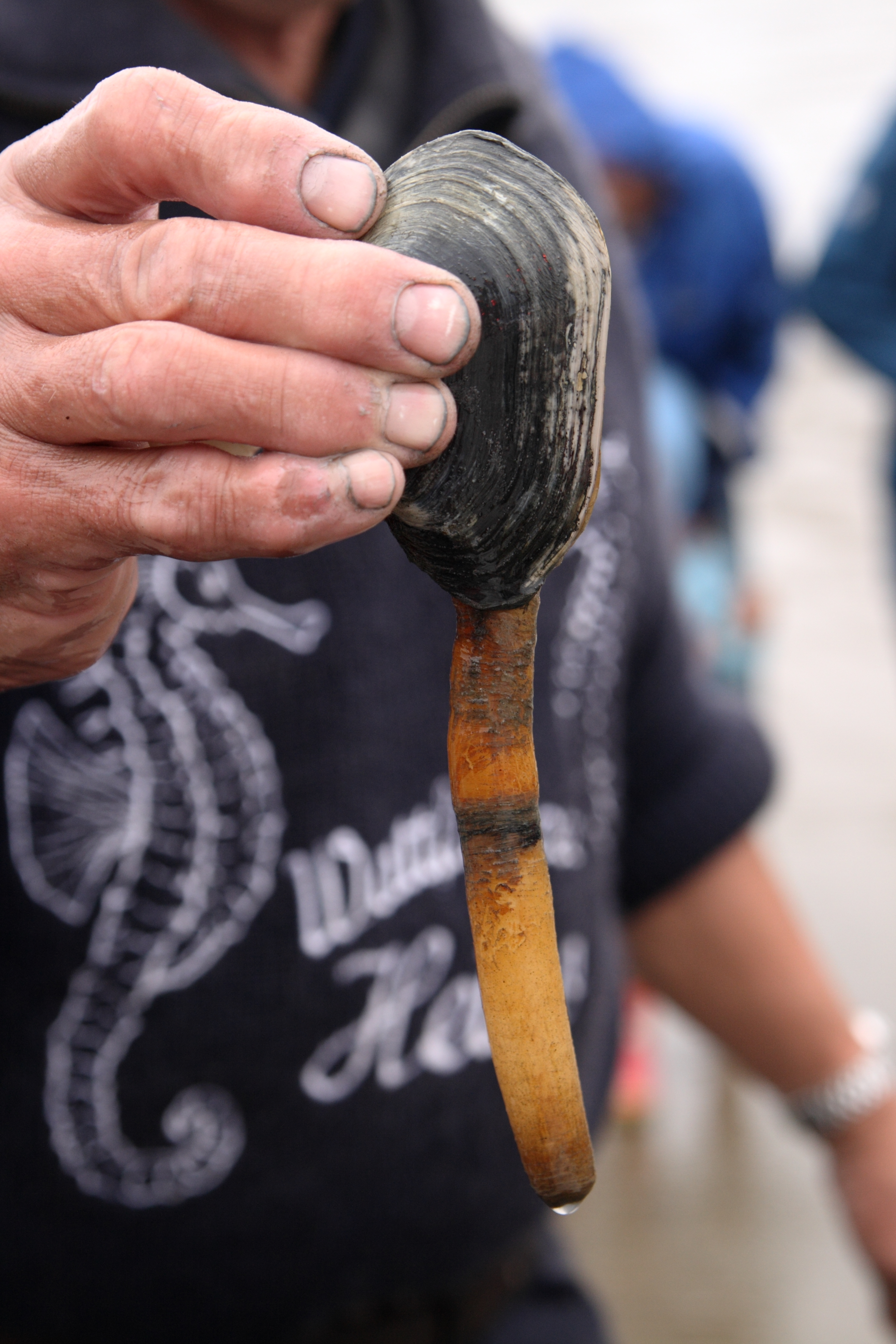

Вид поширений на півночі Атлантики, у Середземному та Чорному морях. Як інвазійний вид поширився в Тихому океані вздовж узбережжя США та Канади.
Викопні рештки свідчать, що вид виник в Тихому океані в міоцені. У пліоцені він проник в Атлантику, включаючи європейські води. На початку плейстоцену тихоокеанська та європейська популяції вимерли, залишивсь лише атлантична популяція біля узбережжя Америки. У новітній час, завдяки людській діяльності, молюск знову поширився в європейських і тихоокеанських водах.

## Характеристика
Довжина раковини до 13 см. Форма раковини мінлива: зазвичай овальної форми, ззаду дещо відтягнута, помірковано опукла. Маківка займає приблизно середнє становище. Скульптура у вигляді грубих концентричних ліній наростань. Забарвлення раковини варіюється від брудно-білого до жовтуватого. Періостракум тонкий, прозорий, зморшкуватий, злегка виступає за краї стулок, лущиться, сірий, зеленувато-сірий або коричневий. Вона дуже тонка і легко ламається.

## Спосіб життя
Цей молюск живе приблизно на глибині 7,6–20,3 см під поверхнею мулу. Він простягає до поверхні свої парні сифони, які втягують морську воду і фільтрують її для отримання їжі. Отвори в мулі, через які вода втягується і виходить, часто можна побачити під час відпливу.